# 包头号导弹驱逐舰
“包头”号导弹驱逐舰（舷号133）简称“包头”舰，是052D型导弹驱逐舰二十号舰，现服役于中国人民解放军海军东部战区海军驱逐舰第三支队。此舰乃是052D型导弹驱逐舰加长版的第七艘，也是“驱三支”所接收的第三艘052D型导弹驱逐舰。“包头”舰由大船重工负责建造，排水量较052D基础型增加了500吨，其最大的改进之处就在于更换了可捕捉隐身战机的517C米波反隐身雷达、舰尾直升机甲板拉长约4米，以便直-20上舰、优化舰载指挥系统和数据链系统以适应体系化作战，增加舰首缆孔。其武器系统中配备的单130毫米舰炮由中国兵器北重集团生产制造调试，是当时全国现役水面舰艇最大口径舰炮，综合作战能力达到当时世界先进水平。

## 服役活动
2023年6月29日，解放军海军32号“广西”舰率领3舰组成编队前出琉球群岛进入西太平洋，编队包括133号“包头”舰。
2023年9月11日，解放军海军8舰编队前出宫古海峡进入西太平洋，编队包括133号“包头”舰、134号“绍兴”舰、154号“廈门”舰、151号“郑州”舰、137号“福州”舰以及139号“宁波”舰。
2024年4月24日，解放军海军2艘052D型133号“包头”舰及134号“绍兴”舰进入西太平洋。